# Ignacio Silva Ureta
Ignacio Silva Ureta (Combarbalá, 2 de julio de 1837 - Santiago, 16 de marzo de 1924) fue un agricultor y político chileno, miembro del Partido Liberal Democrático.

## Familia y estudios
Nació en Combarbalá, el 2 de julio de 1837; hijo de Ignacio Silva Cabanillas y de Josefa Ureta Brayer (descendiente del general de Napoleón Bonaparte y par de Francia, Michel Brayer). Realizó sus estudios primarios y secundarios en el Instituto Nacional, los que terminó en 1850, dedicándose a la agricultura desde 1856, en las propiedades de sus padres en la provincia de Coquimbo y dando impulso a otras pertenencias que tomó en arrendamiento, hasta 1875, año en que se fue a residir a su hacienda "Alicahue" en el departamento de Petorca, lugar donde consiguió hacer fortuna.
Se casó en Santiago, el 29 de mayo de 1870, con Josefina Somarriva Berganza, con quien tuvo diez hijos; entre los que destacaron Alberto y el mayor, Jorge Silva Somarriva, parlamentario, y ministro de Hacienda promulgador del Banco Central de Chile.

## Carrera política
En las elecciones parlamentarias de 1891, fue elegido como diputado al Congreso Constituyente por el departamento de Petorca, debió abandonar Santiago ese año debido a la revolución contra su amigo el presidente José Manuel Balmaceda y refugiarse junto a sus diez hijos en su hacienda "Alicahue", lugar donde permaneció bajo arresto domiciliario durante dos años. Volvió a ser elegido como diputado por Petorca y la Ligua, por el periodo legislativo 1894-1897. Durante su gestión fue miembro de la Comisión Permanente de Negocios Eclesiásticos.
En las elecciones parlamentarias de 1897, fue elegido como senador por la provincia de Aconcagua, por el periodo 1897-1903. En esa oportunidad fue miembro de la Comisión Permanente de Guerra y Marina y de la de Presupuestos. En las elecciones parlamentarias de 1903, obtuvo la reelección diputacional por la misma zona, por el periodo 1903-1909. En esa ocasión fue elegido como vicepresidente del Senado, el 15 de noviembre de 1905. También, fue miembro de la Comisión Permanente de Constitución, Legislación y Justicia y de la Comisión Permanente de Industria y Obras Públicas. En las elecciones parlamentarias de 1909, obtuvo nuevamente la reelección como senador por Aconcagua, por el periodo 1909-1915, fue entonces miembro de la Comisión Permanente de Guerra y Marina y en la de Industria y Obras Públicas.
A sus esfuerzos e iniciativa se debió el ferrocarril de Calera a Cabildo; de Los Vilos a Illapel y Salamanca; el túnel de Gurupa y el ensanchamiento del puerto de Los Vilos por licitación pública de los terrenos fiscales. Por otra parte, hizo campañas provechosas y tranquilas por el progreso de la provincia de Aconcagua. Entre los numerosos proyectos por él patrocinados en el Congreso Nacional, fue quien presentó el primer proyecto de aumento de sueldos al preceptorado de la República. A su labor incansable se debió la dotación de agua potable a las ciudades de San Felipe y Los Andes. En el Senado defendió el ferrocarril de San Felipe a Putaendo; la creación de liceos en San Felipe y Los Andes y los fondos para el edificio de la intendencia de San Felipe. Asimismo, fue un defensor de la instrucción pública y de las subvenciones a todos los hospitales, asilos de huérfanos y de ancianos de la provincia de Aconcagua.
El historiador Sergio Villalobos en su obra Origen y ascenso de la burguesía en Chile, lo sitúa entre los pocos miembros de las antiguas familias chilenas que mantuvieron grandes haciendas durante el auge de la burguesía chilena en el siglo XIX, mientras que Julio Heise lo presenta como un ejemplo del interventor "caudillo terrateniente" del Partido Liberal.[cita requerida]
Entre otras actividades, fue miembro de la Sociedad Nacional de Agricultura (SNA). Falleció en Santiago de Chile, el 16 de marzo de 1924.